# 14977 Bressler
14977 Bressler este un asteroid din centura principală de asteroizi.

## Descriere
14977 Bressler este un asteroid din centura principală de asteroizi. A fost descoperit pe 26 septembrie 1997 la Linz de Erich Meyer. El prezintă o orbită caracterizată de o semiaxă mare de 2,92 ua, o excentricitate de 0,09 și o înclinație de 1,7° în raport cu ecliptica.